# Færder fyr
Færder fyr er et fyr som ligger på den midterste af de tre øer som udgør Tristein (også kaldt Lille Færder). Øerne tilhører Tjøme kommune i Vestfold og Telemark. Fyret blev støbt i jern ved Bærums verk. Det blev færdigbygget i 1857 og rager 47 meter over havoverfladen. Selve tårnet måler 43 meter og er landets næsthøjeste støbejernstårn. Lysstyrken er 3.570.000 candela og lysvidden 19 nautiske mil.
Det første Færder fyr blev bygget i 1697 på øen Store Færder lige nord for nutidens fyr. Dette var et privat fyr formet som en åben fyrgryde af smedejern. Gryden stod på klippen og fyrpasseren efterfyldte med kul og træ hele natten. På et år blev der afbrændt omkring 540 tønder med kul. I 1799 overtog det offentlige ansvaret for fyrdriften, og et tårn med stor lygte stod færdig i 1802. Kulfyret blev erstattet af et linseapparat og fyrlamper drevet på petroleum i 1852. Få år senere blev der også bygget  et nyt tårn på øerne lidt længere mod syd, der det stod færdig i 1857. I dag drives fyret af elektricitet.
Færder er med sin beliggenhed et af hovedmærkerne til skibsfarten i Oslofjorden. Området omkring Færder fyr kan være meget vejrudsat, og karakteriseres af «Den norske los» som et farligt sted at være når efterårsstormene sætter ind.
Hele fyrstationen fik status som Fredet efter lov om kulturminner i 1997. Man kan også stadig se ruinerne etter bebyggelsen på Store Færder. Øen ligger i Færder nationalpark.

## Klima
Færder fyr har et moderat kystklima med relativt lille nedbør, milde vintre, varme somre og lille forskel mellem dag- og nattetemperaturen i sommerhalvåret. met.no har drevet meteorologiske målinger på Færder fyr siden 1885. Målestationen blev automatiseret i 2006. Normalværdier for perioden 1961−1990 sesgitt i tabellen nedenfor.
| Normaler for Færder fyr (6 moh.) | Jan  | Feb  | Mar | Apr | Mai  | Jun  | Jul  | Aug  | Sep  | Okt | Nov | Des | År  |
| -------------------------------- | ---- | ---- | --- | --- | ---- | ---- | ---- | ---- | ---- | --- | --- | --- | --- |
| Temperaturnormal (°C)            | −0,7 | −1,2 | 0,9 | 4,5 | 10,0 | 14,8 | 16,5 | 16,2 | 12,9 | 9,2 | 4,6 | 1,4 | 7,4 |
| Nedbør (mm)                      | 47   | 36   | 45  | 38  | 50   | 48   | 54   | 73   | 76   | 92  | 80  | 54  | 693 |

I den rekordvarme sommer 1997 blev der registreret i alt 18 tropenætter ved målestationen. Færder markerer sig dermed som det sted i Norge med flest tropenætter, det vil si sommernætter hvor nattetemperaturen ikke går under 20 grader celsius. Højeste og laveste registrerede temperaturer på Færder er henholdsvis 28,0 grader 10. juli 1955 og −23,0 grader 25. januar 1942.

## Eksterne kilder og henvisninger
1. ↑  "eklima.no". Arkiveret fra originalen 14. juni 2004. Hentet 21. januar 2021.
2. ↑  "Værviggo - Høyest - lavest Færder Fyr". Arkiveret fra originalen 9. marts 2009. Hentet 7. april 2013.

- Wikimedia Commons har flere filer relateret til Færder fyr
- Færder Rotaryklubbs oplysningssider om Færder fyr Arkiveret 3. januar 2006 hos  Wayback Machine
- Nasjonalbibliotekets historiske fotografier fra Færder
- (Webside ikke længere tilgængelig)